# Lycée Chateaubriand (Rome)
Pour les articles homonymes, voir Lycée Chateaubriand (Rennes), Chateaubriand et Chateaubriant.

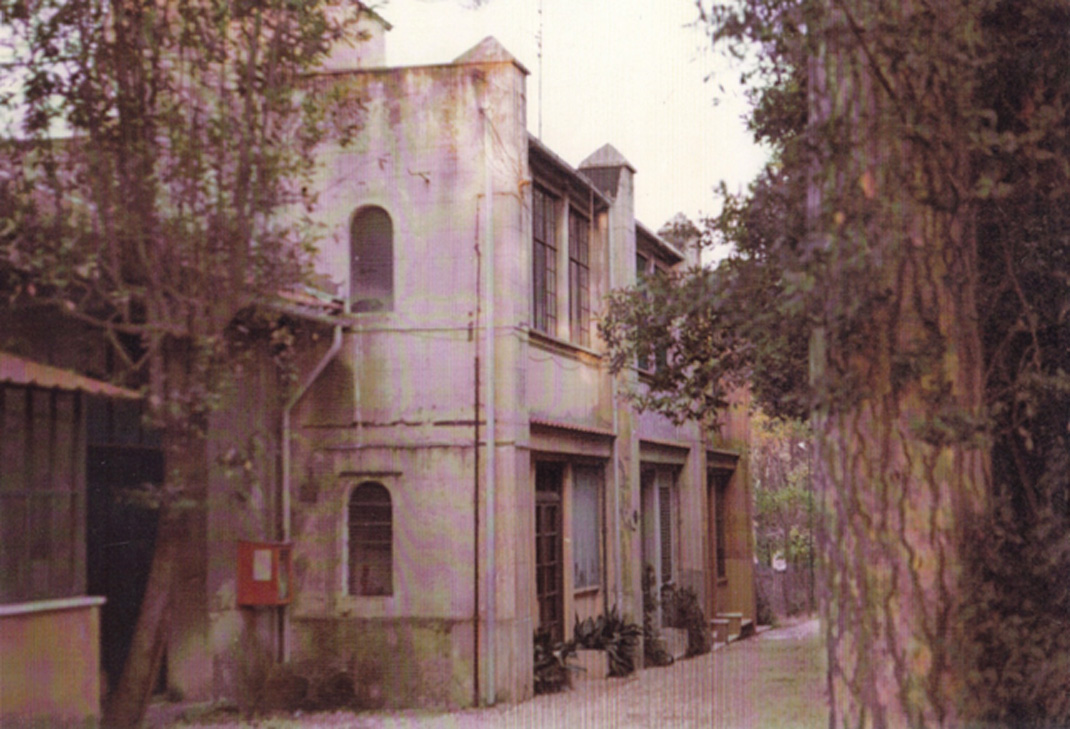
Studio du peintre Francesco Trombadori, dans la Villa Strohl-Fern, un des trois sites composant le lycée Chateaubriand de Rome.

Le lycée Chateaubriand est un établissement scolaire francophone situé à Rome, dans les quartiers Pinciano et Nomentano, en Italie.
Conformément à la Convention culturelle franco- italienne du 4 novembre 1949, le lycée Chateaubriand et le lycée italien Leonardo da Vinci à Paris sont des écoles sœurs.

## Historique
Le lycée Chateaubriand fut créé en 1903 et accueille aujourd'hui (2014) environ 1 430 élèves de la petite section de maternelle à la terminale. Il est placé sous l'autorité de l'Ambassade de France. Il dispense des cours en langue française à destination des enfants français, des enfants de diplomates et/ou originaires de pays francophones, mais aussi des enfants de familles italiennes désireuses de faire bénéficier leurs enfants d'une éducation internationale. Des enfants de plus de 70 nationalités sont passés par le lycée Chateaubriand. L’Académie française lui décerne le prix de la langue-française en 1949.
C'est un établissement reconnu par le ministère de l'Éducation nationale français qui offre un enseignement conforme aux instructions, programmes et horaires officiels français. Ses décisions de fin d’année sont dès lors validées de plein droit, au même titre qu’un établissement de France. C’est un établissement de l’AEFE à gestion directe.
Conformément à l’accord culturel franco-italien, l’enseignement de la langue et de la littérature italiennes est obligatoire et fait l’objet d’une épreuve obligatoire au baccalauréat.

## Situation
Le primaire se situe dans le contexte du parc de la Villa Strohl Fern, attenant à la Villa Borghese.
Le lycée se trouve quant à lui via di Villa Patrizi près de la Porta Pia.

## Événements
- Vendredi 26 juin 1959: dans le cadre d’une mission officielle en Italie, le président de la République, Charles De Gaulle, se rend en visite au Lycée Chateaubriand.
- 1986 : grève étudiante contre le projet de loi Devaquet.
- 2003: publication de « Chateaubrillances », souvenirs de 215 anciens élèves et professeurs à l'occasion des 100 ans du Lycée (recueilli et édité par Françoise Autret, Bac 55)
- 31 juillet 2025 : Accueil du temps des français organisé par la Conférence des évêques de France, dans le cadre du  jubilé des jeunes 2025.

## Professeurs notables
- Lucie Aubrac, née Bernard (1912-2007), histoire-géographie, résistante
- Jean Baisnée (1971-1977), lettres, aussi par la suite Conseiller culturel de France à Rome ; cameo dans « Roma » de Federico Fellini.
- Jean Demangeot (1916-2009), histoire-géographie, auteur par la suite de nombreux ouvrages (ex. Les Milieux naturels du globe, 2009, 10e ed.).
- Alain de Dieuleveult (1971-1977), histoire-géographie, éditeur et auteur par la suite (ex. Quand les petits trains faisaient la Manche, 1988).
- Marie-Jeanne Durry (1901-1980), lettres
- Emmanuel Fureix (1995-1997), histoire-géographie, historien spécialiste du XIXe siècle
- Alexis Kauffmann (2002-2012), mathématiques, fondateur de Framasoft
- Noëlle Resta (1970-2005), lettres, aussi par la suite écrivain (Lignes de vie, 2011).
- Louis Rougier (1921-1925), enseignant la philosophie et les mathématiques

## Controverses
En 2000, La Repubblica révèle que certains locaux de l'école manquaient à la fois de gymnases et d'escaliers de secours.